# Kloster Santissima Trinità del Legno
Das Kloster Santissima Trinità del Legno ist ein ehemaliges Zisterzienserkloster in Kalabrien, Italien.

## Lage
Das Kloster lag zwischen Corigliano Calabro und Acri in der Provinz Cosenza.

## Geschichte
Der Erzbischof von Rossano, Kosmas, der zuvor Archimandrit des griechischen Klosters S. Maria del Patire war, gründete 1185 möglicherweise mit späterer Unterstützung des Königs Tankred von Lecce die Abtei, die nach einem Splitter des Heiligen Kreuzes, der dort in der Folgezeit aufbewahrt wurde, del Legno genannt wurde. Die besiedelnden Mönche kamen aus dem Kloster Santo Stefano del Bosco und das Kloster gehörte damit der Filiation der Primarabtei Clairvaux an. Trotz der Berühmtheit des Kreuzpartikels ist über das Kloster kaum etwas bekannt. 1663 trat es der im selben Jahr gegründeten kalabresisch-lukanischen Zisterzienserkongregation bei. Zwischen dieser Zeit und dem Ende des 18. Jahrhunderts ist das Kloster untergegangen, hierüber existieren aber keine Dokumente.

## Anlage und Bauten
Über die Klosteranlage lässt sich nichts ermitteln.